# Silent Sentinels
Le Silent Sentinels, note anche come Sentinels of Liberty, erano un'organizzazione di oltre 2.000 donne a favore del suffragio femminile organizzato da Alice Paul e dal National Woman's Party, che protestarono davanti alla Casa Bianca durante la presidenza di Woodrow Wilson a partire dal 10 gennaio 1917. Quasi 500 furono arrestate e 168 scontarono il carcere. Furono il primo gruppo a picchettare la Casa Bianca. In seguito protestarono anche a Lafayette Square, non fermandosi fino al 4 giugno 1919, quando il Diciannovesimo emendamento alla costituzione degli Stati Uniti fu approvato sia dalla Camera dei rappresentanti che dal Senato.

## Storia
Le Sentinels iniziarono la loro protesta dopo un incontro con il presidente il 9 gennaio 1917, durante il quale egli disse alle donne di "concertare l'opinione pubblica a vantaggio del suffragio femminile". Le manifestanti servivano da costante promemoria a Wilson della sua mancanza di sostegno al suffragio. In un primo momento le manifestanti furono tollerate, ma in seguito furono arrestate con l'accusa di ostacolare il traffico.
Il nome Silent Sentinels era stato dato alle donne a causa delle loro proteste silenziose ed era stato coniato da Harriot Stanton Blatch. Usare il silenzio come forma di protesta era una nuova strategia di principio, strategica e retorica all'interno del movimento per il suffragio nazionale e all'interno del proprio assortimento di strategie di protesta. Durante questa veglia di due anni e mezzo, molte delle donne che avevano picchettato furono molestate, arrestate e trattate ingiustamente dalle autorità locali e statunitensi, comprese le torture e gli abusi inflitti loro prima e durante la Notte del Terrore del 14 novembre 1917.
Le proteste delle Silent Sentinels venivano organizzate dal National Woman's Party (NWP), un'organizzazione militante per il suffragio femminile. Il NWP fu fondato per la prima volta come Congressional Union for Woman Suffrage (CUWS) nel 1913 da Alice Paul e Lucy Burns in seguito all'organizzazione della parata per il suffragio femminile del NAWSA a Washington DC nel marzo 1913. Il CUWS era per definizione un'organizzazione che adottava un approccio militante per il suffragio femminile e si staccò dalla più moderata National American Woman Suffrage Association (NAWSA). Il CUWS durò solo tre anni fino a quando i suoi fondatori lo fusero con il Woman's Party per formare il National Woman's Party. Il National Woman's Party vantava meno membri della National American Woman Suffrage Association (con 50.000 membri contro il milione di NAWSA), ma le sue tattiche attiravano più l'attenzione e sfruttavano una maggiore copertura mediatica. I membri del NWP erano noti principalmente per aver picchettato la Casa Bianca e fatto scioperi della fame mentre si trovavano in prigione o nelle case di correzione.

## The Suffragist
The Suffragist era la newsletter settimanale del National Woman's Party. The Suffragist agiva come voce per le Silent Sentinels durante la loro veglia. Illustrava i loro progressi e includeva interviste con manifestanti, rapporti sulla (non) reazione del presidente Woodrow Wilson e saggi politici. Mentre le Sentinels erano in prigione, alcuni membri scrissero delle loro esperienze che furono successivamente pubblicate su The Suffragist. "Sebbene fosse destinato alla circolazione di massa, il suo abbonamento raggiunse il picco di poco più di 20.000 numeri nel 1917. La maggior parte delle copie andò a membri del partito, inserzionisti, sedi distaccate e organizzatori della NWP, il che suggerisce fortemente che le stesse suffragette fossero un pubblico chiave della pubblicazione."

## Striscioni

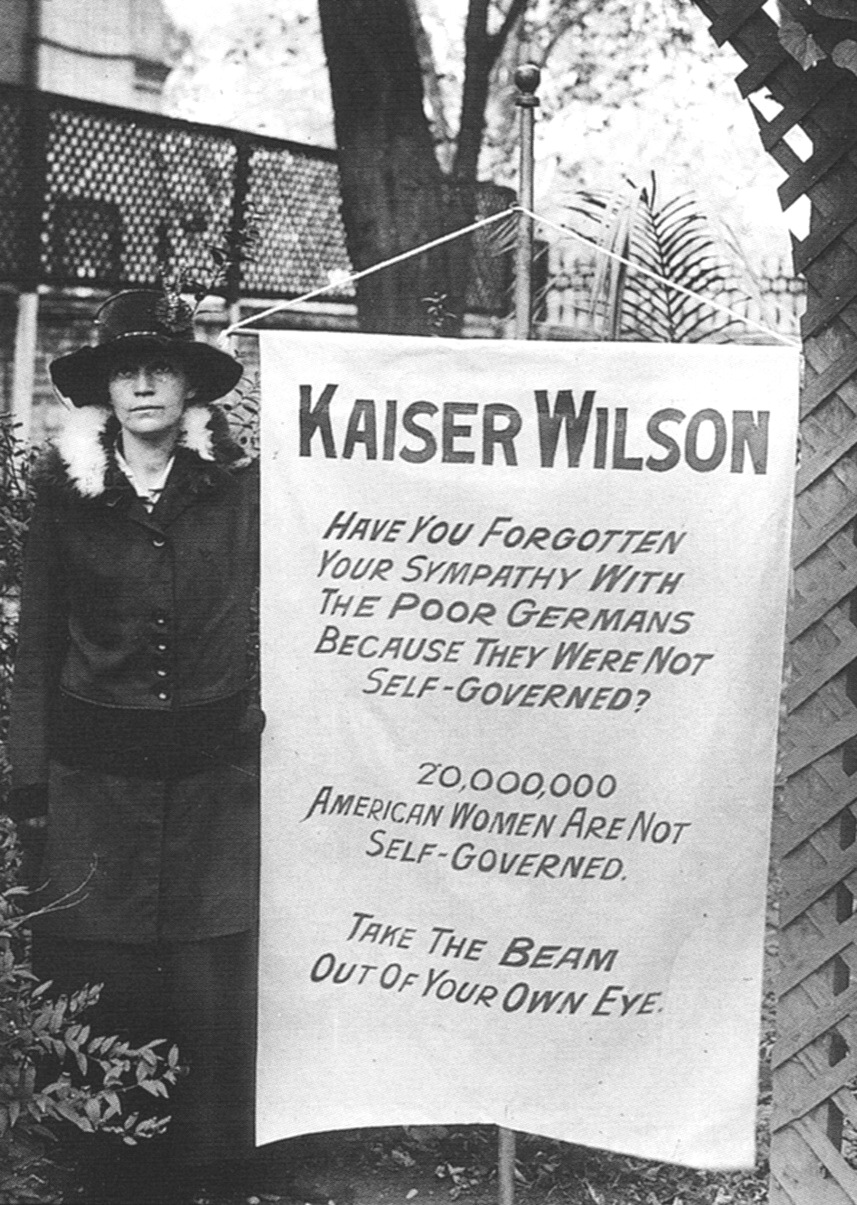
Virginia Arnold con uno striscione nel 1918.

I seguenti sono esempi di striscioni tenuti dalle donne:
- "Signor Presidente, quanto tempo devono aspettare le donne per la libertà?"[6]
- "Signor Presidente, cosa farai per il suffragio femminile?"[6]
- "Combatteremo per le cose che abbiamo sempre avuto più a cuore: per la democrazia e per il diritto di coloro che si sottomettono all'autorità di avere voce nei propri governi."[10]
- "È arrivato il momento di vincere o sottomettersi, per noi non c'è che una scelta. Noi l'abbiamo fatta." (un'altra citazione di Wilson)
- "Kaiser Wilson, hai dimenticato la tua simpatia per i poveri tedeschi perché non erano autogovernati? 20.000.000 di donne americane non sono autogovernate. Togliti la trave dal tuo stesso occhio." (paragonando Wilson al Kaiser Guglielmo II di Germania e a una famosa citazione di Gesù riguardo all'ipocrisia)
- "Signor Presidente, lei dice che la libertà è l'esigenza fondamentale dello spirito umano."[6]
- "Signor Presidente, lei dice che siamo interessate agli Stati Uniti, politicamente parlando, noi siamo interessate a nient'altro che alla libertà umana."[6]

Le Sentinelle indossavano tutte fusciacche viola, bianche e dorate che erano i colori del NWP. Anche i loro banner erano solitamente colorati in questo modo.

## Reazioni
La reazione della gente alle Silent Sentinels era di vario genere.
Alcune persone approvavano con tutto il cuore il lavoro che stavano eseguendo. Uomini e donne presenti sulla scena della Casa Bianca mostrarono il loro sostegno alle Sentinels portando loro bevande calde e mattoni caldi su cui stare in piedi. A volte le donne aiutavano persino a sollevare gli striscioni. Altri modi per mostrare sostegno includevano scrivere lettere che lodavano le Sentinels donando denaro per The Suffragist.
D'altra parte alcuni disapprovavano le loro proteste. Tra questi c'erano alcune delle suffragette più moderate. Ad esempio, Carrie Chapman Catt, allora leader della National American Woman Suffrage Association, credeva che il modo migliore per realizzare il suffragio femminile fosse ottenere prima il voto attraverso i singoli stati, in base ai quali le donne potessero votare per una maggioranza a favore del suffragio al Congresso. Fino alla fine del 1915 si oppose quindi a sostenere un emendamento nazionale per concedere il suffragio femminile, come invece fece il NWP. I membri della National American Woman Suffrage Association temevano che i picchetti avrebbero creato una controreazione da parte degli elettori maschi.
Anche gli anti-suffragisti si opponevano alla protesta delle Silent Sentinels. La folla a volte tentava di scoraggiare le Silent Sentinels con la violenza, che aumentò dopo l'ingresso degli Stati Uniti nella prima guerra mondiale. Ad esempio alcuni attaccarono le Silent Sentinels e fecero a pezzi i loro stendardi. Ciò si verificava soprattutto con gli striscioni più provocatori, come quelli che chiamano Woodrow Wilson "Kaiser Wilson".
All'inizio il presidente Wilson non fu molto reattivo alla protesta delle donne. A tratti sembrava addirittura divertito, inclinando il cappello e sorridendo. Si diceva che a un certo punto Wilson le avesse persino invitate a prendere un caffè, che le donne avevano rifiutato. In altri momenti ignorava del tutto le proteste, come quando le Sentinelle protestarono il giorno della sua seconda cerimonia di insediamento. Mentre le Sentinelle continuavano a protestare, la questione si fece più grande e l'opinione di Wilson iniziò a cambiare. Sebbene continuasse a non gradire le Silent Sentinels, iniziò a riconoscerle come un gruppo che gli poneva seriamente un problema.

## Occoquan Workhouse e la "Notte del Terrore"

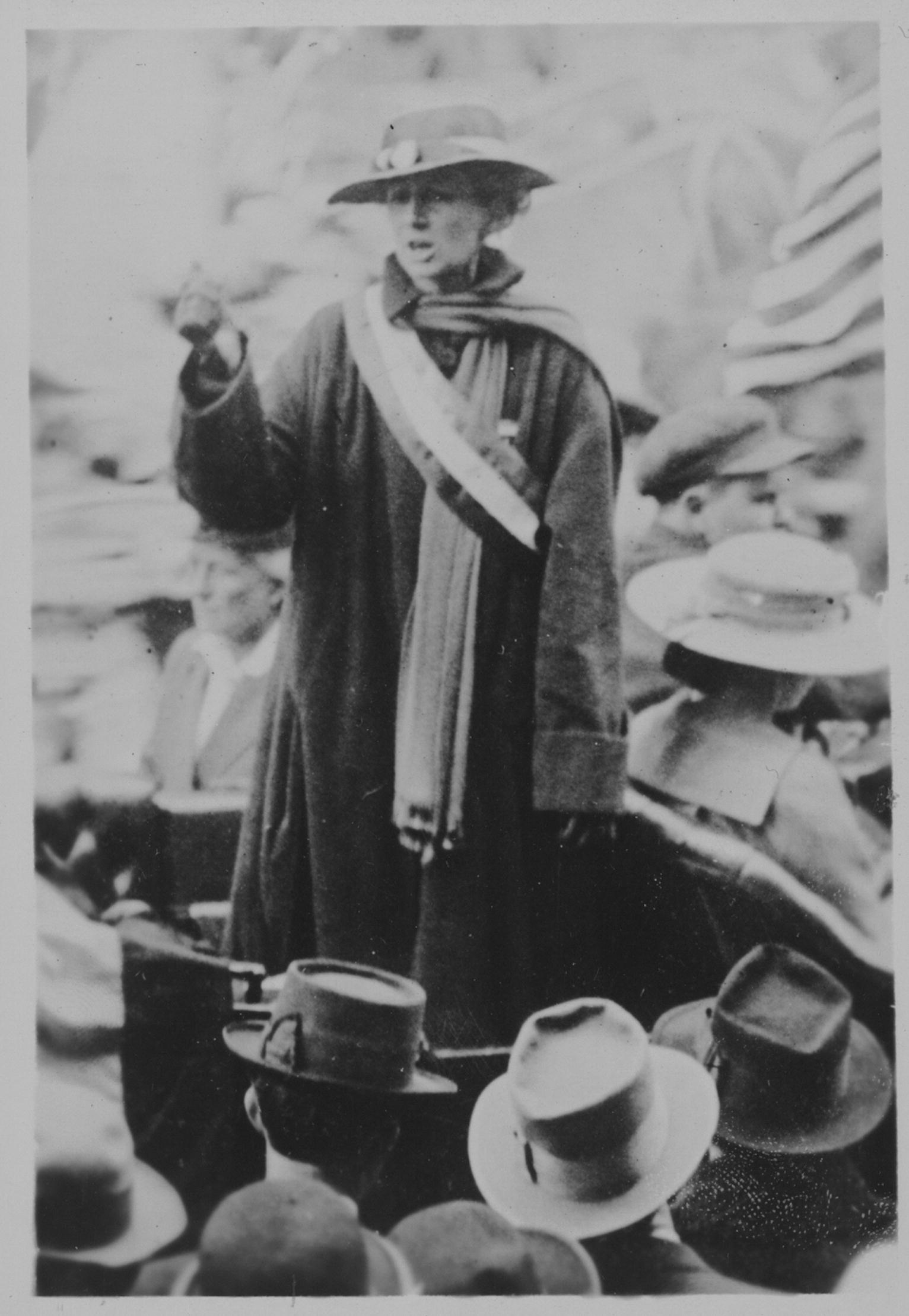
Florence Bayard Hilles, presidente del Delaware Branch del NWP e membro del comitato esecutivo nazionale, fu arrestata mentre picchettava la Casa Bianca il 13 luglio 1917, condannata a 60 giorni a Occoquan Workhouse. Fu graziata dal presidente Wilson dopo aver scontato tre giorni del suo periodo.

Il 22 giugno 1917 la polizia arrestò le manifestanti Lucy Burns e Katharine A. Morey con l'accusa di aver ostacolato il traffico perché portavano uno striscione che citava il discorso di Wilson al Congresso: "Combatteremo per le cose che abbiamo sempre avuto a cuore, per la democrazia e il diritto di coloro che si sottomettono all'autorità ad avere voce nei propri governi”. Il 25 giugno 12 donne furono arrestate, tra cui Mabel Vernon e Annie Arniel del Delaware, sempre con l'accusa di intralcio al traffico. Furono condannate a tre giorni di carcere o al pagamento di una multa di 10 dollari. Scelsero il carcere perché volevano mostrare impegno per la loro causa e la loro disponibilità a sacrificare anche fisicamente il loro corpo. Il 14 luglio 16 donne, tra cui Matilda Hall Gardner, Florence Bayard Hilles, Alison Turnbull Hopkins ed Elizabeth Selden Rogers, della famiglia politicamente potente Baldwin, Hoar & Sherman, furono arrestate e condannate a 60 giorni di carcere o al pagamento di una multa di 25 dollari. Ancora una volta le donne scelsero il carcere. Lucy Burns sosteneva che le donne avrebbero dovuto essere trattate come prigioniere politiche, ma quella designazione non era mai stata usata in America.
Quando il numero di donne arrestate superò le risorse della prigione del Distretto di Columbia, le prigioniere furono portate all'Occoquan Workhouse della Virginia (ora Lorton Correctional Complex). Una volta lì fu chiesto loro di rinunciare a tutto tranne che ai loro vestiti. Furono quindi portate in una postazione per la doccia dove fu ordinato loro di spogliarsi nude e fare il bagno. C'era solo una saponetta disponibile per tutte nella casa di correzione, quindi tutte le suffragette si rifiutarono di usarla. Successivamente furono dati loro abiti da prigione larghi, sporchi e scomodi e portati a cena. Riuscivano a malapena a cenare perché erano così acidi e sgradevoli.
Le condizioni del carcere distrettuale e dell'Occoquan Workhouse erano molto antigeniche e pericolose. I prigionieri dovevano condividere celle e molte altre cose con coloro che avevano la sifilide e spesso si trovavano vermi nel loro cibo.
Dopo un acceso dibattito, la Camera dei rappresentanti creò un comitato per occuparsi del suffragio femminile nel settembre 1917. Il rappresentante del Massachusetts Joseph Walsh si oppose alla creazione del comitato, pensando che la Camera stesse cedendo al "fastidio degli angeli dalla mascella di ferro". Si riferiva alle Silent Sentinels come "creature sconcertate e illuse con gonne corte e capelli corti". Il 14 settembre la rappresentante Jeannette Rankin assunse la presidenza della commissione ristretta del Senato per il suffragio femminile per visitare le attiviste nella casa di lavoro e il giorno successivo la commissione inviò al Senato il disegno di legge sull'emendamento al suffragio.
Mentre le suffragiste continuavano a protestare, le pene detentive si allungavano. Alla fine la polizia arrestò Alice Paul il 20 ottobre 1917, mentre portava uno striscione che citava Wilson: "È giunto il momento di conquistare o sottomettersi, per noi non può esserci che una scelta. Ce l'abbiamo fatta". Fu condannata a sette mesi di carcere. La Paul ed altri furono mandati al carcere distrettuale e molti altri furono nuovamente mandati al Carcere di Occoquan. La Paul fu messa in reclusione in isolamento per due settimane, senza nulla da mangiare se non pane e acqua. Diventò debole e incapace di camminare, quindi fu portata all'ospedale della prigione. Lì iniziò uno sciopero della fame ed altresi unirono a lei.
In risposta allo sciopero della fame, i medici della prigione forzarono l'alimentazione delle donne mettendo loro dei tubi in gola. Le alimentavano forzatamente con sostanze che avrebbero avuto quante più proteine possibile, come uova crude mescolate con latte. Molte delle donne finirono per vomitare perché il loro stomaco non era in grado di sopportare le proteine. Un medico riferì che Alice Paul aveva "uno spirito come Giovanna d'Arco ed è inutile cercare di cambiarlo. Morirà ma non si arrenderà mai".
Il 10 novembre un gran numero di Sentinelle protestò contro l'alimentazione forzata delle suffragette e circa 31 di queste furono arrestate e inviate all'Occoquan Workhouse. Template:Sfn Nella notte del 14 novembre 1917, conosciuta come la "Notte del terrore", il sovrintendente dell'Occoquan Workhouse, W.H. Whittaker, ordinò alle quasi quaranta guardie di brutalizzare le suffragette. Picchiarono Lucy Burns, le incatenarono le mani alle sbarre della cella sopra la sua testa, poi l'hanno lasciata lì per la notte. Gettarono Dora Lewis in una cella buia e le sbatterono la testa contro un letto di ferro, cosa che l'ha mise fuori combattimento. La sua compagna di cella, Alice Cosu, che credeva che la Lewis fosse morta, ebbe un attacco di cuore. Dorothy Day, che in seguito cofondò il Catholic Worker Movement, fu sbattuta ripetutamente sullo schienale di una panca di ferro. Le guardie afferrarono, trascinarono, picchiarono, soffocarono, pizzicarono e preso a calci altre donne.
I giornali riportavano articoli su come venivano trattate le manifestanti. Le storie fecero arrabbiare alcuni americani e crearono un maggior sostegno per l'emendamento sul suffragio. Il 27 e 28 novembre tutte le manifestanti furono rilasciate, compresa Alice Paul, che trascorse cinque settimane in prigione. Successivamente, nel marzo 1918, la Corte d'Appello del Circuito DC liberò le condanne di sei suffragiste. La corte ritenne che le informazioni su cui si basavano le condanne delle donne fossero eccessivamente vaghe.

## La decisione
Il 9 gennaio 1918 Wilson annunciò il suo sostegno all'emendamento del suffragio femminile. Il giorno successivo la Camera dei Rappresentanti approvò l'emendamento per poco, ma il Senato rifiutò persino di discuterlo fino a ottobre. Quando il Senato votò l'emendamento a ottobre fallì per due voti. E nonostante la sentenza della D.C. Circuit Court of Appeals, gli arresti dei manifestanti della Casa Bianca ripresero il 6 agosto 1918.
Per mantenere alta la pressione il 16 dicembre 1918 i manifestanti iniziarono a bruciare le parole di Wilson nei fuochi notturni davanti alla Casa Bianca. Il 9 febbraio 1919 i manifestanti bruciarono l'immagine di Wilson in effigie alla Casa Bianca.
Su un altro fronte il National Woman's Party, guidato dalla Paul, esortò i cittadini a votare contro i senatori anti-suffragio in vista delle elezioni nell'autunno del 1918. Dopo le elezioni del 1918 la maggior parte dei membri del Congresso era a favore del suffragio. Il 21 maggio 1919 la Camera dei Rappresentanti approvò l'emendamento e due settimane dopo, il 4 giugno, finalmente la seguì il Senato. Con il loro lavoro svolto al Congresso i manifestanti avevano rivolto la loro attenzione a convincere gli stati a ratificare l'emendamento.
Fu ufficialmente ratificato il 26 agosto 1920, poco dopo la ratifica da parte del Tennessee, il trentaseiesimo stato a farlo. Il legislatore del Tennessee ratificò il diciannovesimo emendamento con il voto unico di un legislatore, Harry T. Burn che si era opposto all'emendamento ma cambiò posizione dopo che sua madre gli inviò un telegramma dicendo "Caro figlio, evviva! E vota per il suffragio. Non ' Non dimenticare di essere un bravo ragazzo e di aiutare Mrs. Catt a ratificare il "topo".

## Nella cultura popolare
Le Silent Sentinels sono state una parte fondamentale del film del 2004 Angeli d'acciaio.

## Manifestazioni
- Storia del suffragio femminile negli Stati Uniti
- Prigione Speciale
- Organizzazioni per il suffragio femminile
- Marcia nel fango: processione per il suffragio del 1907 a Londra
- Domenica delle donne, 1908 marcia per il suffragio e raduno a Londra
- Processione dell'incoronazione delle donne, marcia del suffragio del 1911 a Londra
- Suffrage Hikes, dal 1912 al 1914 negli Stati Uniti
- Processione per il suffragio femminile, marcia per il suffragio del 1913 a Washington, DC
- Grande Pellegrinaggio, marcia del suffragio del 1913 nel Regno Unito
- Marce da Selma a Montgomery, 1965 marcia per il suffragio negli Stati Uniti

## Fonti aggiuntive

### Pubblicazioni di libri a stampa
- Basch, F. (2003). Women's Rights and Suffrage In The United States, 1848–1920. Political and Historical Encyclopedia of Women, 443.
- Boyle-Baise, M., & Zevin, J. (2013). FOUR History Mystery: Rediscovering our Past. In Young Citizens of the World (pp. 95–118). Routledge.
- Bozonelis, H. K. (2008). A Look at the Nineteenth Amendment: Women Win the Right to Vote. Enslow Publishers, Inc..
- Cahill, B. (2015). Alice Paul, the National Woman's Party and the Vote: The First Civil Rights Struggle of the 20th Century. McFarland.
- Crocker, R. (2012). Belinda a. Stillion Southard. Militant Citizenship: Rhetorical Strategies of the National Woman's Party, 1913–1920.(Presidential Rhetoric Series, number 21.) College Station: Texas A&M University Press. 2011
- DuBois, E. C. (1999). Feminism and suffrage: The emergence of an independent women's movement in America, 1848-1869. Cornell University Press.
- Durnford, S. L. (2005). " We shall fight for the things we have always held nearest our hearts": Rhetorical strategies in the US woman suffrage movement.
- Florey, K. (2013). Women’s Suffrage Memorabilia: An Illustrated Historical Study. McFarland.
- Gibson, K. L., & Heyse, A. L. (2011). When the woman suffragettes of the National Woman's Party (NWP) picketed the White House from 1917 to 1919, they carried banners that asked President Woodrow Wilson what he would do to support women's democratic rights and if he would endorse their push for suffrage. Silencing the Opposition: How the US Government Suppressed Freedom of Expression During Major Crises, 151.
- Grant, N. P. C. (1914). Women’s Rights: The Struggle Continues (Doctoral dissertation, SUNY New Paltz).
- Gray, S. (2012). Silent Citizenship in Democratic Theory and Practice: The Problems and Power of Silence in Democracy.
- Gray, S. W. (2014). On the Problems and Power of Silence in Democratic Theory and Practice.
- Horning, N. (2018). The Women’s Movement and the Rise of Feminism. Greenhaven Publishing LLC.
- Nord, Jason. (2015). The Silent Sentinels (Liberty and Justice). Equality Press.
- Marsico, Katie. Women's right to vote : America's suffrage movement. New York : Marshall Cavendish Benchmark, 2011.
- Mountjoy, S., & McNeese, T. (2007). The Women's Rights Movement: Moving Toward Equality. Infobase Publishing.
- Roberts, E. L. (2000). Free Speech, Free Press, Free Society. Unfettered Expression: Freedom in American Intellectual Life.
- Slagell, A. R. (2013). Militant Citizenship: Rhetorical Strategies of the National Woman's Party, 1913-1920
- Walton, Mary. (2010). A Women's Crusade: Alice Paul and the Battle for the Ballot. St. Martin's Press.
- Wood, S. V. (1998). Jailed for Freedom: American Women Win the Vote

### Pubblicazioni su riviste
- Bosmajian, H. A. (1974). The abrogation of the suffragists' first amendment rights. Western Speech, 38(4), 218–232.
- Callaway, H. (1986). Survival and support: Women's forms of political action. In Caught up in Conflict (pp. 214–230). Palgrave, London.
- Carr, J. (2016). Making Noise, Making News: Suffrage Print Culture and US Modernism by Mary Chapman. American Periodicals: A Journal of History & Criticism, 26(1), 108–111.
- Casey, P. F. (1995). Final Battle, The. Tenn. BJ, 31, 20.
- Chapman, M. (2006). “Are Women People?”: Alice Duer Miller's Poetry and Politics. American Literary History, 18(1), 59–85.
- Collins, K. A. (2012). Representing Injustice: Justice as an Icon of Woman Suffrage. Yale JL & Human., 24, 191.
- Costain, A. N., & Costain, W. D. (2017). Protest Events and Direct Action. The Oxford Handbook of US Women's Social Movement Activism, 398.
- Dolton, P. F. (2015). The Alert Collector: Women's Suffrage Movement. Reference & User Services Quarterly, 54(2), 31–36.
- Kelly, K. F. (2011). Performing prison: Dress, modernity, and the radical suffrage body. Fashion Theory, 15(3), 299–321.
- Kenneally, J. J. (2017). " I Want to Go to Jail": The Woman's Party Reception for President Wilson in Boston, 1919. Historical Journal of Massachusetts, 45(1), 102.
- McMahon, L. (2016). A Woman's Crusade: Alice Paul and the Battle for the Ballot. New Jersey Studies: An Interdisciplinary Journal, 2(1), 243–245.
- Neuman, J. (2017). The Faux Debate in North American Suffrage History. Women's History Review, 26(6), 1013–1020.
- Noble, G. (2012). The rise and fall of the Equal Rights Amendment. History Review, (72), 30.
- Palczewski, C. H. (2016). The 1919 Prison Special: Constituting white women's citizenship. Quarterly Journal of Speech, 102(2), 107–132.
- Southard, B. A. S. (2007). Militancy, power, and identity: The Silent Sentinels as women fighting for political voice. Rhetoric and Public Affairs, 399–417.
- Stillion Southard, B. A. (2008). The National Woman's Party's Militant Campaign for Woman Suffrage: Asserting Citizenship Rights through Political Mimesis (Doctoral dissertation)
- Ware, S. (2012). The Book I Couldn't Write: Alice Paul and the Challenge of Feminist Biography. Journal of Women's History, 24(2), 13–36.
- Ziebarth, M. (1971). MHS Collections: Woman's Rights Movement. Minnesota History, 42(6), 225–230.

### Giornali
- (EN) ‘Night of terror’: The suffragists who were beaten and tortured for seeking the vote, in Washington Post. URL consultato il 3 aprile 2023.
- (EN) "Suffragists Will Picket White House" (PDF), in The New York Times, 10 gennaio 1917. URL consultato il 31 marzo 2023.

### Video e contenuti multimediali
- (EN) della marcia della parata del suffragio femminile del 1913, su thevintagenews, 14 luglio 2016. URL consultato il 3 aprile 2023.
- (EN) Joe Dzikiewicz, Il video "Sentinella silenziosa" (2017) - IMDb. URL consultato il 3 aprile 2023.
- (EN) Picchetto delle sentinelle silenziose per il suffragio femminile" (1917-1919) Video, su Clio. URL consultato il 3 aprile 2023.
- (EN) About this Collection - Donne della protesta: fotografie dagli archivi del National Woman's Party, su Library of Congress, Washington, D.C. 20540 USA. URL consultato il 3 aprile 2023.